# قيدان (بني مطر)

تعديل مصدري - تعديل

قيدان هي إحدى قرى عزلة جنب بمديرية بني مطر التابعة لمحافظة صنعاء، بلغ تعداد سكانها 562 نسمة حسب تعداد اليمن لعام 2004.